# Kambata Tana
Kambata Tana is een bestuurslaag in het regentschap Oost-Soemba van de provincie Oost-Nusa Tenggara, Indonesië. Kambata Tana telt 1870 inwoners (volkstelling 2010).